# Nyíregyháza–Vásárosnamény-vasútvonal
A Nyírségben fekvő Nyíregyháza–Vásárosnamény-vasútvonal a MÁV 116-os számú, egyvágányú, nem villamosított 58,2 km hosszú mellékvonala.

## Történet
A Szabolcs vármegyei HÉV társaság által épített 61,3 km hosszú vasútvonalat 1904. december 13-án nyitották meg. A vasútvonalat a Tisza árterületén, jelentéktelen mennyiségű földmunkával, síkvidéken vezették. A pálya 23,6 kg/fm tömegű, 9 méter hosszú „i” jelű sínekből épült, 2,40 méter hosszú talpfákkal. 1912-ben épült meg a csatlakozó Kisvárda–Baktalórántháza-vasútvonal, így Baktalórántháza elágazó állomássá vált.
A vonalon 1939-1941 között teljes felépítménycserét hajtottak végre, amely során a talpfákat 2,60 méteresre, a síneket 24 méter hosszú, 34,5 kg/fm tömegű „c” jelű sínekre cserélték. A vonal jelentős hosszán napjainkban is az akkori felújítás során beépített felépítmény található meg. Nyíregyháza és Nyíregyháza külső között a helyi ipartelep üzemeinek kiszolgálása miatt erősítették meg a pályát 48 kg/fm tömegű sínekkel, a faaljakon GEO leerősítéssel, 40 cm-es zúzottkő ágyazattal. Ezen felül csak a kritikus ívekben cserélték a síneket 48-as rendszerűre.
A legutóbbi átépítés a vonal utolsó állomásközét érintette, a nyírmadai gumigyár számára 2007 őszén építették át a Nyírmada és Vásárosnamény közötti nyíltvonalat, valamint Nyírmada állomás két vágányát 54-es rendszerű hézagnélküli pályára, rugalmas, SKL-3-as sínleerősítéssel, LX jelű betonaljakkal.
A vonalon Bzmot sorozatú motorkocsik közlekednek.